# Ambasciata d'Italia a Kabul
L'Ambasciata d'Italia a Kabul è la missione diplomatica della Repubblica Italiana nella Repubblica Islamica dell'Afghanistan.
La sede dell'ambasciata si trova a Kabul, sulla Great Massoud Road.
A seguito della ripresa del controllo talebano del 2021, la missione diplomatica in Afghanistan è stata temporaneamente ricollocata a Doha, in Qatar, per continuare a mantenere un livello di engagement nel paese attraverso il Processo di Doha.

## Storia
Il palazzo fu costruito nel 1974 su progetto dell'architetto Andrea Bruno in Great Massoud Road. L'ambasciata italiana in Afghanistan è stata aperta nel 1922 e chiusa nel gennaio 1993 in seguito all'inizio della guerra civile tra Talebani e Alleanza del Nord. L'ambasciata è stata riaperta il 31 dicembre 2001, poi la sede è stata ristrutturata dal 2004 al 2007 alla presenza del sottosegretario ai Beni culturali Vittorio Sgarbi.
Al suo interno è stata costruita una cappella cattolica. È attualmente l'unico luogo in cui può essere celebrata la Messa in tutto il Paese: tale privilegio fu concesso all'Italia con gli accordi del 1921 per essere stato il primo Stato a riconoscere l'indipendenza dell'Afghanistan, avvenuta nel 1919. La cappella è stata inaugurata nel 1933 e sin d'allora è tenuta dall'Ordine dei Barnabiti.
Nel 2021, a causa dell'offensiva talebana, l'ambasciata e la relativa chiesetta sono state chiuse per tempo indeterminato dal Ministero degli esteri.